# My iz djaza
My iz djaza (rus: Мы из джаза) és una pel·lícula de comèdia musical soviètica del 1983 dirigida per Karén Xakhnazàrov.

## Argument
Un estudiant és expulsat de l'escola de música perquè li encanta el jazz, i el jazz en aquella època (la pel·lícula representa la dècada de 1920) és el tipus de música que representa el capitalisme estatunidenc. Contracta dos músics de carrer per formar una banda, i va d'una ciutat a una altra intentant guanyar fama.

## Repartiment
- Igor Skliar com a Konstantin Ivanov
- Aleksandr Pankratov-Txiorni com a Stepan Arkadievitx Gruixko
- Nikolai Averyushkin com a Gueorgi (Jora) Ryabov
- Piotr Shcherbakov com Ivan Ivanovitx Bavurin
- Ielena Tsyplakova com a Katia Bobrova (també coneguda com Isabella Fox)
- Ievgeni Ievstigneiev com a papa, carterista i amant del jazz
- Leonid Kuravliov com a Samsonov, cap de l'Associació de músics proletaris
- Borislav Brondukov com a fals del capità Kolbasiev
- Larisa Dolina com a Clementine Fernandez, cantant cubana
- Iuri Vasiliev com a Orlov, líder de la banda de jazz
- Aleksander Piatkov com a Iarixkin, cambrer

## Sobre la pel·lícula
- La pel·lícula va ser líder de distribució a la URSS el 1983 amb 17,1 milions d'espectadors.
- En el rodatge es van utilitzar enregistraments històrics de la música dels anys 20.
- El paper de Kostia Ivanov estava pensat originalment per a Dmitry Kharatyan. Yevgeny Dvorzhetsky i Mikhail Shirvindt també van ser audicionats per al paper.
- Liubov Poliixtxuk va ser audicionat per al paper de Clementine.
- Nikolai Ieremenko Jr. i Leonid Iarmolnik van ser audicionats per al paper de Stepan.
- L'operador Vladimir Xevtsik canta per al paper d'Alexander Pankratov-Txerni a la pel·lícula.
- Larisa Dolina estava al cinquè mes d'embaràs durant el rodatge.[1][2]